# Руфим II (владика Чорногорії)
Руфим II (*Руфим Његуш, д/н —1636) — митрополит-владика Чорногорії у 1593—1636 роках.

## Життєпис
Походив з роду Больєвич-Негошів. Про дату народження нічого невідомо. після смерті митрополитів Никанора та Стефана стає митрополитом Чорногорії.
Руфим II першим з владик Чорногорії став проводити активну зовнішню політику. Спочатку він зміцнив свою світську владу. 1594 року відправив загони на допомогу Банатському повстанню проти Османської імперії. 1595 року дістав пропозицію Папської держави укласти церковну унію, проте відхилив цю пропозицію. У 1601 році відбив напад з боку Скударського санджаку.
У 1604 році з Подгориці проти Цетинє виступив Алі-бег Мимибегович, санджак-бей Скутарі. На чолі 12 тис. вояків він підійшов до схилів в Лєханії, де їх зустріли 400 чорногорців. Їм на допомогу Руфим III відправив 500 вояків, а також у тилу супротивнику відправив невеличкі групи загальною чисельністю 50 осіб. Протягом деяких днів точилися запеклі бої у горах. Зрештою чорногорці перейшли у наступ, завдавши османському війську поразки: 3500 вояків загинуло, а Алі-бега поранено. після цього санджак-юей відступив до Скутарі.
Після цього успіху владика фактично перебрав владу над Чорногорією. Тривалий час османські загони не турбували ці землі. Авторитет Руфима III значно зріс. Він зміг приборкати низку кланів. Водночас нарощував військову потугу.
У 1613 році Руфим III стикнувся з наступом османських військ на чолі із новим скутарським санджак-беєм Арслан-беєм Баличевичем. Втім у Лєханії загони супротивника було зупинено. Втім основні бойові дії розвернулися біля Спужа. З загоном 700 вояків Руфим III прийшов на допомогу кланом Піперів, Белопавличів та Ровчанів, завдавши поразки супротивнику біля села Косова лука. Після цього султан Ахмед I визнав автономію Чорногорію, заборонивши османським воякам та чиновникам порушувати її межі.
Наступні роки владика провів у зміцненні влади, налагодженні дипломатичних стосунків з Венеціанською республікою. Водночас боровся з незалежність кланів, намагався припинити боротьбу між ними, що послаблювало Чорногорію. Помер Руфим III у 1636 році. Новим владикою став Мардарій I.